# Settimo Rottaro
Settimo Rottaro é uma comuna italiana da região do Piemonte, província de Turim, com cerca de 514 habitantes. Estende-se por uma área de 6 km², tendo uma densidade populacional de 86 hab/km². Faz fronteira com Azeglio, Caravino, Borgo d'Ale (VC), Cossano Canavese.

## Demografia
| Variação demográfica do município entre 1861 e 2011                               |
|                                                                                   |
| Fonte: Istituto Nazionale di Statistica (ISTAT) - Elaboração gráfica da Wikipedia |